# Michel Bandieri de Laval
Michel-Jean Bandieri de Laval est un danseur français né à Paris le 28 novembre 1733 et mort à Paris le 18 octobre 1807,. Il est le fils d'Antoine Bandieri de Laval.
Il débute à l'Académie royale de musique de Paris en 1746 et y reste jusqu'en 1768. Il y secondera le maître de ballet Jean-Barthélemy Lany.
En collaboration avec son père et Louis de Cahusac, il prend part aux chorégraphies de quelques œuvres de Jean-Philippe Rameau : Zaïs (1748), Naïs et Zoroastre (1749), Acanthe et Céphise (1751).
Entré à l'Académie royale de danse en 1767, il devient maître à danser de la dauphine Marie-Antoinette en 1770 et du jeune Charles X en 1775.
Chorégraphe appliqué, il maintient la tradition héritée de Claude Ballon mais sera détrôné par son rival Gaëtan Vestris.